# آلتو (ویسکانسین)
التو، ویسکانسین (به انگلیسی: Alto, Wisconsin) یک شهرک در ایالات متحده آمریکا است که در شهرستان فوند دو لک، ویسکانسین واقع شده‌است.

## خصوصیات
التو ۹۴٫۰ کیلومترمربع مساحت و ۱٬۱۰۳ نفر جمعیت دارد و ۲۸۵ متر بالاتر از سطح دریا واقع شده‌است.